# Shikokuchūō
Shikokuchūō è una città giapponese della prefettura di Ehime.
La città è stata creata il 1º aprile 2004 riunendo le città di Kawanoe, di Iyomishima, il borgo di Doi e il villaggio Shingū in modo da creare una città che potrebbe diventare la capitale di Shikoku. Il suo nome significa "Città centrale di Shikoku".